# Daniel Farabello
Daniel Farabello (Colón, Provincia de Entre Ríos, 18 de octubre de 1973) es un entrenador de baloncesto argentino. 
Fue jugador profesional entre 1991 y 2014, siendo una de las figuras más destacadas de la LNB durante la década de 1990. También actuó en el baloncesto de Brasil, Italia y España. Con la selección de básquetbol de Argentina llegó a jugar dos Campeonatos Mundiales (1994 y 2006) y unos Juegos Olímpicos (1996). 

## Trayectoria como jugador

### Primera etapa en la Argentina
Farabello comenzó a jugar al básquet en el club La Armonía de su ciudad natal. Fue luego reclutado por Sport Club de Cañada de Gómez, equipo con el que debutaría como profesional el 
15 de noviembre de 1991 en un duelo contra Estudiantes de Bahía Blanca. Ya a partir de su segunda temporada -en la que sería reconocido como la Revelación de la Liga Nacional de Básquet- se ganaría la titularidad en ese equipo.
En 1995 fichó con el club riojano Andino, con el que intentó ser protagonista del certamen nacional. Dos años después pasó a Boca Juniors, que venía de consagrarse campeón de la LNB. En su primera temporada con los porteños, el base registró marcas de 11.6 puntos, 2.5 asistencias y 3.2 robos por partido. Boca alcanzó las finales del certamen, pero terminarían siendo barridos por Atenas de Córdoba. Sin embargo al año siguiente los números de Farabello decrecerían y Boca terminaría eliminado en la primera ronda de los playoffs. 
Farabello se desvinculó del club de Buenos Aires para incorporarse a Estudiantes de Olavarría en 1999. Convertido en el armador del juego del equipo, lo lideró en la conquista de dos campeonatos consecutivos de la LNB. También fue un jugador clave en el triunfo de los suyos en el Campeonato Panamericano de Clubes de 2000 y en la Liga Sudamericana de Clubes 2001 -donde además fue escogido como el MVP del torneo. 
Actuó luego durante un año con la camiseta de Quilmes de Mar del Plata, haciendo en promedio 13.4 puntos, 5.2 asistencias y 3.5 robos por partido. Aunque los marplatenses quedaron eliminados en la semifinal del certamen, Farabello fue reconocido en esa oportunidad como el MVP de la temporada.
Durante este periodo integró varias veces el plantel de la selección de Entre Ríos en el Campeonato Argentino de Básquet, conquistando el título en las ediciones de 1999 y 2002.

### Jugador en el exterior
En 2002 comenzó su etapa fuera de la Argentina, que se extendería hasta 2011. Jugó primero una temporada en el baloncesto brasileño defendiendo los colores de Vasco da Gama. Migró luego al Varese, solicitado por el entrenador Rubén Magnano. Allí permaneció tres temporadas disputando la LegA y jugando la Copa ULEB de 2003-04 y 2004-05.
Fichó con el ViveMenorca en 2006 como sustituto de Rod Brown, por lo que jugó una temporada en la ACB.
Posteriormente retornaría a Italia, como parte del proyecto del Basket Club Ferrara para conquistar la Legadue y jugar así en la máxima categoría del baloncesto profesional del país. Tras lograr el objetivo, Farabello continuó ligado al club, disputando las siguientes dos temporadas de LegA con su camiseta. Pese a descender en 2010, el base no abandonó a su equipo ni a sus aficionados y permaneció con ellos en la Legadue. Sin embargo, al finalizar la temporada, Basket Club Ferrara desapareció del circuito profesional italiano por las enormes deudas impagables que tenían sus dirigentes.  

### Última etapa en la Argentina
Farabello retornó a la Argentina en 2011 y firmó contrato con La Unión de Formosa, donde se reencontró con Rubén Wolkowyski, con quien había conseguido el campeonato de 1999-2000 jugando para Estudiantes de Olavarría. Esa sería su última temporada en la LNB, ya que al año siguiente retornaría a Sport Club, el equipo en donde había debutado como profesional.
Con los cañadenses jugó dos temporadas en el Torneo Nacional de Ascenso, la segunda categoría del baloncesto profesional argentino. Aunque su objetivo era conseguir el salto a la liga superior, en ambas oportunidades el equipo quedó muy lejos de lograrlo. 

### Clubes
| Club                     | País      | Año         |
| ------------------------ | --------- | ----------- |
| Sport Club Cañadense     | Argentina | 1991 - 1995 |
| Andino                   | Argentina | 1995 - 1997 |
| Boca Juniors             | Argentina | 1997 - 1999 |
| Estudiantes de Olavarría | Argentina | 1999 - 2001 |
| Quilmes                  | Argentina | 2001 - 2002 |
| Vasco da Gama            | Brasil    | 2002 - 2003 |
| Varese                   | Italia    | 2004 - 2007 |
| ViveMenorca              | España    | 2007 - 2008 |
| Basket Club Ferrara      | Italia    | 2008 - 2011 |
| La Unión de Formosa      | Argentina | 2011 - 2012 |
| Sport Club Cañadense     | Argentina | 2012 - 2014 |

## Selección nacional
Farabello fue integrante de los seleccionados juveniles de baloncesto de Argentina. Participó, entre otros torneos, del Campeonato Mundial de Baloncesto Sub-22 Masculino de 1993 junto con otros jugadores que serían futuras estrellas de la LNB como Jorge Racca, Sebastián Ginóbili, Gabriel Cocha y su hermano Claudio Farabello.
Con la selección mayor disputó un total de 78 encuentros desde 1993 hasta 2006. Estuvo presente en la edición de 1994 y de 2006 del Campeonato Mundial de Baloncesto (faltó a la de 2002 porque fue desafectado de la convocatoria a último momento). También disputó el torneo de baloncesto de los Juegos Olímpicos de Atlanta 1996.
Su máximo logro con el equipo nacional fue la conquista del Campeonato FIBA Américas de 2001, en el cual jugó como reemplazante de Alejandro Montecchia, que se había lesionado poco antes de iniciar el certamen. Además representó a su país en cuatro ediciones del Campeonato Sudamericano de Baloncesto, obteniendo la medalla de oro en 2001 y 2004.

## Trayectoria como entrenador
Tras retirarse como jugador profesional, comenzó como entrenador principal del plantel de primera y coordinador de divisiones formativas en Sport Club Cañadense. 
En enero de 2022 se estrenó como director técnico de un equipo de LNB al ser contratado por el club riojano Riachuelo. Su mandato en el equipo llegó a su fin en diciembre de ese año. 

### Clubes
| Club                 | País      | Año         |
| -------------------- | --------- | ----------- |
| Sport Club Cañadense | Argentina | 2015 - 2021 |
| Riachuelo            | Argentina | 2022        |

### Selecciones nacionales
Farabello tuvo a su cargo a la selección masculina de básquet de Argentina Sub-19 que compitió en el Mundial de Letonia de 2021.

## Palmarés

### Jugador

#### Campeonatos nacionales de clubes
- Liga Nacional de Básquet : (2)
  - Estudiantes de Olavarría: 1999-00, 2000-01.

- Torneo Copa de Campeones : (1)
  - Estudiantes de Olavarría: 2000.

- LegA2 : (1)
  - Basket Club Ferrara: 2007-08

#### Campeonatos internacionales de clubes
- Campeonato Panamericano de Clubes: (1)
  - Estudiantes de Olavarría: 2000.

- Liga Sudamericana de Clubes: (1)
  - Estudiantes de Olavarría: 2001.

#### Campeonatos de selecciones nacionales
- Campeonato FIBA Américas: 
  -  Neuquén 2001
- Campeonato Sudamericano de Baloncesto
  -  Valdivia 2001
  -  Campos dos Goytacazes 2004

### Entrenador

#### Campeonatos de clubes nacionales
- Liga Provincial de Básquet de Mayores de Santa Fe: (1)
  - Sport Club Cañadense: 2017-18

## Vida privada
Daniel Farabello es hermano del también entrenador y exjugador de baloncesto Claudio Farabello. Su hijo Francisco Farabello practica asimismo el baloncesto de manera competitiva, jugando actualmente en los torneos de la NCAA.